# Anna Calvi
Anna Calvi (født 	24. september 1980) er en engelsk musiker og samtidig navnet på den gruppe, hun spiller i. Hendes første album, der blot hedder Anna Calvi, er udsendt i januar 2011. Hun blev nomineret til titlen som "Sound of 2011" af BBC, dog uden at vinde. Anna Calvi optrådte på Roskilde Festival 2011.

## Begyndelsen på karrieren
Anna Calvi voksede op til lyden af en masse forskellig musik, som hendes italienske, musikelskende far præsenterede for hende. Efter endt skolegang ville   hun egentlig studere kunst, men vendte sig i stedet mod musikken. Hun indgik i forskellige musikalske sammenhænge og dannede snart sit første orkester, Cheap Hotel, inden hun mødte multiinstrumentalisten Mally Harpez og trommeslageren Daniel Maiden-Wood, med hvem hun dannede sin nuværende gruppe.
Ved en af gruppens første optrædener blev de set af Bill Rider-Jones, tidligere guitarist i The Coral, og han syntes så godt om dem, at han anbefalede gruppen til Domino Records. Den kendte musiker Brian Eno opdagede også tidligt Anna Calvis særlige stil, og han er siden blevet en slags uofficiel mentor for gruppen. I et BBC-interview har han beskrevet Calvi som "det største navn siden Patti Smith".
I efteråret 2009 indspillede Calvi en serie numre under fællestitlen "Attic Sessions", som blev lagt på Youtube, heriblandt Leonard Cohens "Joan of Arc", Elvis Presleys "Surrender" og David Bowies "Sounds & Visions". Desuden spillede hun guitar på et nummer på Johnny Flynns Been Listening, og hun var med på hans efterfølgende turné.
I 2010 spillede hun med Interpol på turné i Storbritannien, med Arctic Monkeys ved en koncert i Royal Albert Hall. Samme efterår havde hun spillet med på Grindermans europaturné efter speciel invitation fra Nick Cave.
Ind  imellem blev der tid til at udgive den første officielle single med  nummeret "Jezebel", oprindeligt skrevet af Wayne Shanklin, men især  gjort kendt af Edith Piaf. Det andet nummer var "Moulinette". 

## 2011-2012: Debutalbummet
Anna Calvis første selvbetitlede album blev udgivet 17. januar 2011 og blev godt modtaget af såvel kritikere som publikum. NME gav albummet 9 ud af 10 stjerner fulgt op af blandt følgende kommentar: "This self-titled collection of 10 songs is perhaps the first great album of 2011", mens Evening Standard omtalte albummet med blandt andet følgende ord: "The raw talent is undeniable: 2011 is Calvi's for the taking". I Danmark blev albummet blandt andet anmeldt af Gaffa, der gav det fem ud af seks stjerner. Albummet gjorde sin entre på den britiske hitliste på plads nummer 40, mens den efter to uger på den tilsvarende franske liste var nummer sytten.
Albummet blev produceret af Calvi selv sammen med PJ Harveys faste producer, Rob Ellis, og det indeholder sange, hun skrev i tre år inden udgivelsen.
Calvi markerede udgivelsen med et show i London, og hun optrådte desuden nogle gange på fransk tv med numre fra albummet. Den første single fra albummet blev "Blackout", udgivet 21. marts 2011. Senere fulgte også "Desire" og "Suzanne and I".
Albummet var nomineret til Mercury-prisen, men denne gik til P.J. Harvey. I stedet vandt hun i 2012 European Border Breakers Award.

## 2013-2017:One Breath
Calvis andet album, One Breath, udkom 7. oktober 2013 og blev i modsætning til debutalbummet, der var indspillet over en flerårig periode, indspillet på blot seks uger. I lighed med debutalbummet blev også One Breath modtaget godt af anmelderne. The Independent beskrev det som "en LP, der buldrer med lysten insisteren, dåner af lyksalighed, svælger i filmisk stil og skubber Calvis følelsesladede stemme op til nye operaagtige højder."
Det følgende år udkom Calvis første EP med titlen Strange Weather indeholdende hendes fortolkning af andres sange. På pladens fem sange gæstemedvirkede David Byrne, tidligere Talking Heads. De følgende år udgav hun kun sporadisk musik og fortrinsvis i samarbejde med andre musikere. I stedet brugte hun tid på at skrive en opera, Tha Sandman, baseret på en novelle af E.T.A. Hoffmann, og den fik premiere på Ruhrfestspiele i Recklinghausen, Tyskland, 3. maj 2017, dirigeret af den amerikanske dirigent Robert Wilson. Efter en uge på festivalen flyttede operaen til Schauspielhaus i Düsseldorf for yderligere et par uger.

## 2018-:Hunter
I august 2018 udkom Calvis tredje studiealbum, Hunter, og også dette album fik gode anmeldelser. Således fik det fem stjerner i The Guardian og blev betegnet som "glorværdigt og en triumf". Udgivelsen blev fulgt op af en længere turné i Storbritannien og dele af resten af Europa.

## Musikstil
Anna Calvis musik er beskrevet som rock i stil med PJ Harvey iblandet elementer af flamenco, romantisk 60'er-popmusik og klassisk musik à la Maurice Ravel og Claude Debussy. Hendes guitarspil er blevet sammenlignet med Princes, mens hendes stemme sammenlignes med Florence Welshs fra Florence And The Machine samt Siouxsie Sioux'  fra Siouxsie & the Banshees. Hun har  selv nævnt Nina Simone, Maria Callas, Jimi Hendrix, The  Rolling Stones, Captain Beefheart samt de franske komponister  Ravel, Debussy og Olivier Messiaen som inspirationskilder.

## Diskografi
Studiealbum
- Anna Calvi (2011)
- One Breath (2013)
- Hunter (2018)

EP'er
- Strange Weather (2014)
- Live for Burberry (2017)